# 芬斯伯里公園 (倫敦)
芬斯伯里公園（Finsbury Park）是倫敦的一個地區。芬斯伯里公園位於伊斯靈登倫敦自治市、哈林蓋倫敦自治市、哈克尼倫敦自治市的交界處。這一地區的中心是芬斯伯里公園站。地名由來於芬斯伯里公園。